# Малайска кутиеста костенурка
Малайската кутиеста костенурка (Cuora amboinensis) е вид костенурка от семейство Азиатски речни костенурки (Geoemydidae). Видът е уязвим и сериозно застрашен от изчезване.

## Разпространение
Разпространен е в Бангладеш, Виетнам, Индия, Индонезия, Камбоджа, Малайзия, Мианмар и Тайланд.

## Описание
Продължителността им на живот е около 38,2 години.